# Épinoy
Épinoy és un municipi francès situat al departament del Pas de Calais i a la regió dels Alts de França. L'any 2007 tenia 517 habitants.

## Demografia

### Població
El 2007 la població de fet d'Épinoy era de 517 persones. Hi havia 188 famílies de les quals 40 eren unipersonals (8 homes vivint sols i 32 dones vivint soles), 52 parelles sense fills, 84 parelles amb fills i 12 famílies monoparentals amb fills.
La població ha evolucionat segons el següent gràfic:
Habitants censats

### Habitatges
El 2007 hi havia 209 habitatges, 193 eren l'habitatge principal de la família i 16 estaven desocupats. Tots els 209 habitatges eren cases. Dels 193 habitatges principals, 160 estaven ocupats pels seus propietaris, 29 estaven llogats i ocupats pels llogaters i 4 estaven cedits a títol gratuït; 8 tenien dues cambres, 21 en tenien tres, 41 en tenien quatre i 123 en tenien cinc o més. 153 habitatges disposaven pel capbaix d'una plaça de pàrquing. A 89 habitatges hi havia un automòbil i a 87 n'hi havia dos o més.

### Piràmide de població
La piràmide de població per edats i sexe el 2009 era:
| Homes | Edats   | Dones |
| ----- | ------- | ----- |
| 0     | 95 o +  | 0     |
| 0     | 90 a 94 | 0     |
| 4     | 85 a 89 | 0     |
| 0     | 80 a 84 | 4     |
| 4     | 75 a 79 | 8     |
| 12    | 70 a 74 | 4     |
| 32    | 65 a 69 | 24    |
| 0     | 60 a 64 | 16    |
| 24    | 55 a 59 | 4     |
| 4     | 50 a 54 | 16    |
| 16    | 45 a 49 | 12    |
| 20    | 40 a 44 | 4     |
| 16    | 35 a 39 | 20    |
| 16    | 30 a 34 | 28    |
| 60    | 25 a 29 | 28    |
| 8     | 20 a 24 | 16    |
| 0     | 15 a 19 | 12    |
| 4     | 10 a 14 | 12    |
| 32    | 5 a 9   | 12    |
| 16    | 0 a 4   | 16    |

## Economia
El 2007 la població en edat de treballar era de 324 persones, 247 eren actives i 77 eren inactives. De les 247 persones actives 222 estaven ocupades (121 homes i 101 dones) i 25 estaven aturades (12 homes i 13 dones). De les 77 persones inactives 24 estaven jubilades, 28 estaven estudiant i 25 estaven classificades com a «altres inactius».

### Ingressos
El 2009 a Épinoy hi havia 192 unitats fiscals que integraven 529 persones, la mediana anual d'ingressos fiscals per persona era de 18.604 €.

### Activitats econòmiques
Dels 11 establiments que hi havia el 2007, 1 era d'una empresa de fabricació d'altres productes industrials, 2 d'empreses de construcció, 3 d'empreses de comerç i reparació d'automòbils, 2 d'empreses de transport, 1 d'una empresa d'hostatgeria i restauració, 1 d'una empresa de serveis i 1 d'una empresa classificada com a «altres activitats de serveis».
Dels 4 establiments de servei als particulars que hi havia el 2009, 1 era un taller de reparació d'automòbils i de material agrícola, 1 guixaire pintor, 1 electricista i 1 perruqueria.
L'únic establiment comercial que hi havia el 2009 era una botiga de menys de 120 m².
L'any 2000 a Épinoy hi havia 13 explotacions agrícoles que ocupaven un total de 801 hectàrees.

## Equipaments sanitaris i escolars
El 2009 hi havia una escola elemental integrada dins d'un grup escolar amb les comunes properes formant una escola dispersa.

## Poblacions més properes
El següent diagrama mostra les poblacions més properes.